# Detección infrarroja en serpientes

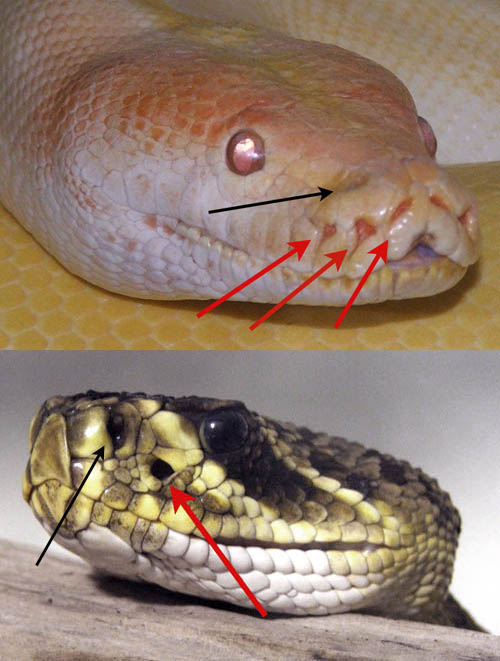
Una pitón (arriba) y una serpiente de cascabel ilustran las posiciones de los órganos de la fosa. Las flechas que señalan los órganos de la fosa son rojas; una flecha negra señala el orificio nasal.

La capacidad de percibir infrarrojos radiación térmica evolucionó de forma independiente en dos grupos diferentes de serpientes, uno formado por las familias Boidae (boas) y Pythonidae (pitones), y el otro por la familia Crotalinae (víboras de fosetas). Lo que comúnmente se denomina órgano de la fosa permite a estos animales esencialmente "ver" calor radiante a longitudes de onda entre 5 y 30 μm. El sentido infrarrojo más avanzado de las víboras de fosetas permite a estos animales golpear con precisión a sus presas incluso en ausencia de luz, y detectar objetos calientes a varios metros de distancia.   Anteriormente se pensaba que los órganos evolucionaron principalmente como detectores de presas, pero pruebas recientes sugieren que también puede ser utilizado en termorregulación y depredador detección, por lo que es un órgano sensorial de propósito más general de lo que se suponía.

## Filogenia y evolución
La fosa facial sufrió evolución paralela en crótalos y algunos boas y pitones. Evolucionó una vez en pitvipers y múltiples veces en boas y pitones.  La electrofisiología de la estructura es similar entre los dos linajes, pero difieren en la anatomía estructural. Más superficialmente, los pitvíperos poseen un gran órgano de fosetas a cada lado de la cabeza, entre el ojo y la fosa nasal (fosetas loreales), mientras que las boas y las pitones tienen tres o más fosetas comparativamente más pequeñas que recubren el labio superior y a veces el inferior, en o entre las escamas (fosetas labiales). Las de los pitvípedos son las más avanzadas, ya que tienen una membrana sensorial suspendida en lugar de una simple estructura de fosetas.

## Anatomía
En las víboras de fosetas, la fosita térmica consiste en una bolsa profunda en el rostrum con una membrana extendida a través de ella. Detrás de la membrana, una cámara llena de aire proporciona contacto con el aire a ambos lados de la membrana. La membrana de la fosa es muy vascular y está muy inervada con numerosos receptores sensibles al calor formados a partir de masas terminales del nervio trigémino (masas nerviosas terminales o MNT). Por lo tanto, los receptores no son células diferenciadas, sino una parte del propio nervio trigémino. La fosa labial que se encuentra en boas y pitones carece de la membrana suspendida y consiste más simplemente en una fosa revestida de una membrana que está igualmente inervada y vascularizada, aunque la morfología de la vasculatura difiere entre estas serpientes y las crotalinas.  La finalidad de la vasculatura, además de proporcionar oxígeno a los terminales del receptor, es enfriar rápidamente los receptores hasta su estado termo-neutro después de haber sido calentados por la radiación térmica de un estímulo. Si no fuera por esta vasculatura, el receptor permanecería en un estado caliente después de haber sido expuesto a un estímulo cálido, y presentaría al animal imágenes posteriores incluso después de haber retirado el estímulo.  

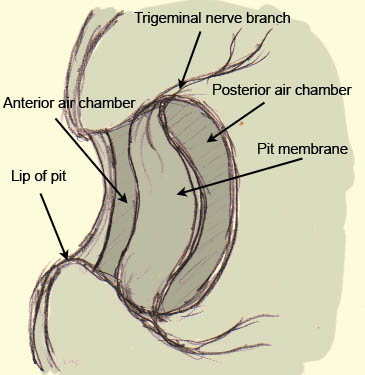
Diagrama del órgano de la fosa de Crotaline.

### Neuroanatomía
En todos los casos, la fosa facial está inervada por el nervio trigémino. En los crotalinos, la información del órgano de la fosa se transmite al núcleo reticular calórico en la médula a través del tracto trigémino descendente lateral. Desde allí, se transmite al tectum óptico contralateral. En boas y pitones, la información de la fosa labial se envía directamente al tectum óptico contralateral a través del tracto trigémino descendente lateral, sin pasar por el núcleo reticular calórico. 
Es el tectum óptico del cerebro el que procesa finalmente estas señales infrarrojas. Esta parte del cerebro también recibe otra información sensorial, sobre todo estimulación óptica, pero también motora, propioceptiva y auditiva. Algunas neuronas del tectum responden únicamente a la estimulación visual o infrarroja; otras responden más intensamente a la estimulación combinada visual e infrarroja, y otras responden sólo a una combinación visual e infrarroja. Algunas neuronas parecen estar sintonizadas para detectar el movimiento en una dirección. Se ha descubierto que los mapas visuales e infrarrojos del mundo de la serpiente se superponen en el tectum óptico. Esta información combinada se transmite a través del tectum al cerebro anterior.
Las fibras nerviosas del órgano de la fosa se disparan constantemente a un ritmo muy bajo. Los objetos que se encuentran dentro de un intervalo de temperatura neutro no modifican el ritmo de disparo; el intervalo neutro viene determinado por la radiación térmica media de todos los objetos del campo receptivo del órgano. La radiación térmica por encima de un umbral determinado provoca un aumento de la temperatura de la fibra nerviosa, lo que da lugar a la estimulación del nervio y al subsiguiente disparo, con un aumento de la temperatura que da lugar a un aumento de la frecuencia de disparo.  La sensibilidad de las fibras nerviosas se estima en <0,001 °C. 
El órgano de la fosa se adaptará a un estímulo repetido; si se retira un estímulo adaptado, se producirá una fluctuación en sentido contrario. Por ejemplo, si se coloca un objeto caliente delante de la serpiente, al principio aumentará la frecuencia de disparo del órgano, pero al cabo de un rato se adaptará al objeto caliente y la frecuencia de disparo de los nervios del órgano de la fosa volverá a la normalidad. Si a continuación se retira el objeto caliente, el órgano de la fosa percibirá el espacio que ocupaba como más frío, por lo que la frecuencia de activación disminuirá hasta que se adapte a la retirada del objeto. El periodo de latencia de la adaptación es de aproximadamente 50 a 150 ms.
La fosa facial en realidad visualiza la radiación térmica utilizando los mismos principios ópticos que una cámara estenopeica, en la que la ubicación de una fuente de radiación térmica se determina por la ubicación de la radiación en la membrana de la fosa térmica. Sin embargo, los estudios que han visualizado las imágenes térmicas vistas por la fosa facial mediante análisis informático han sugerido que la resolución es extremadamente pobre. El tamaño de la abertura de la fosa da lugar a una resolución deficiente de los objetos pequeños y calientes, y junto con el pequeño tamaño de la fosa y la consiguiente mala conducción del calor, la imagen producida es de resolución y contraste extremadamente bajos.  Se sabe que en el tracto trigémino descendente lateral se produce cierto enfoque y agudización de la imagen, y es posible que la integración visual e infrarroja que se produce en el tectum también se utilice para ayudar a agudizar la imagen.

### Mecanismo molecular
A pesar de su detección de luz infrarroja, el mecanismo de detección de infrarrojos no es similar al de los fotorreceptores - mientras que los fotorreceptores detectan la luz a través de reacciones fotoquímicas, la proteína de las fosas de las serpientes es un tipo de canal de potencial receptor transitorio, TRPA1 que es un canal iónico sensible a la temperatura. Detecta las señales infrarrojas a través de un mecanismo que implica el calentamiento del órgano de la fosa, en lugar de la reacción química a la luz.  En estructura y función se asemeja a una versión biológica del instrumento detector de calor llamado bolómetro. Esto es coherente con la delgadísima membrana de la fosa, que permitiría a la radiación infrarroja entrante calentar de forma rápida y precisa un canal iónico determinado y desencadenar un impulso nervioso, así como con la vascularización de la membrana de la fosa para enfriar rápidamente el canal iónico y devolverlo a su estado de temperatura original.  Aunque los precursores moleculares de este mecanismo se encuentran en otras serpientes, la proteína se expresa en un grado mucho menor y es mucho menos sensible al calor.

## Implicaciones conductuales y ecológicas
Las serpientes sensoras de infrarrojos utilizan ampliamente los órganos de la fosa para detectar y apuntar a presas de sangre caliente como roedores y aves. Las serpientes de cascabel ciegas o con los ojos vendados pueden atacar a sus presas con precisión en ausencia total de luz visible,  aunque no parece que evalúen a los animales presa en función de su temperatura corporal.   Además, las serpientes pueden elegir deliberadamente lugares de emboscada que faciliten la detección infrarroja de la presa.  Anteriormente se suponía que el órgano había evolucionado específicamente para capturar presas. Sin embargo, pruebas recientes demuestran que el órgano de la fosa también puede utilizarse para la termorregulación. En un experimento en el que se probaron las habilidades de las serpientes para localizar un refugio térmico fresco en un laberinto incómodamente caluroso, todas las víboras de fosetas fueron capaces de localizar el refugio rápida y fácilmente, mientras que las víboras verdaderas fueron incapaces de hacerlo. Esto sugiere que las víboras de fosetas utilizaban sus órganos de fosetas para ayudar en las decisiones de termorregulación.
También es posible que el órgano haya evolucionado como una adaptación defensiva en lugar de depredadora, o que múltiples presiones hayan contribuido al desarrollo del órgano. Aún no se ha determinado el uso de la fosa de calor para dirigir la termorregulación u otros comportamientos en pitones y boas.